# San Joaquín (Carabobo)
San Joaquín es una ciudad venezolana capital del Municipio San Joaquín del Estado Carabobo en la Región Central de Venezuela. Tiene una población estimada de 68 391 habitantes para el 2016. Se encuentra ubicada al norte del Lago de Valencia. Es reconocida por sus famosas Panelas de San Joaquín. También es reconocida por su tradicional fiesta de Los Pastores de San Joaquín, que se realiza del primer domingo al 24 de diciembre para darle la bienvenida al niño Jesús.

## Historia
Fue fundada en 1782  con el nombre de “San Joaquín de Mariara” por orden de Mariano Marti, obispo de la Diócesis de la antigua Provincia de Venezuela, su primera iglesia fue inaugurada en 1847, en tierras donadas por el Conde de Tovar, como un apéndice de su Hacienda Cura. En 1885 el conde Tulius de Marco populariza el bizcochuelo de Doña Juana Eleizarde de Uriarte, que da origen a las Panelas de San Joaquín, el Bizcochuelo o bizcocho más famoso en el centro de Venezuela. Para 1905 se comienza a construir bajo el gobierno de Cipriano Castro el puente sobre el río Ereigüe, en el sector del polvero de San Joaquín, símbolo de modernización del poblado pero no es sino hasta 1960 que se inicia el largo proceso de industrialización del área con la instalación de la compañía de Alimentos Heinz, y posteriormente la hilandería Coats de Venezuela. También se encuentra una fábrica de Cervecería Polar llamada Cervecería Polar del Centro.

## Medios de comunicación

### Radio
- Éxtasis 94.1 FM Página web: http://www.extasisfm.com.ve/
- Radio panela 96.9 FM